# Frankie Wright
Frankie Wright (Estados Unidos, 1 de febrero de 1985) es un atleta estadounidense especializado en la prueba de 4x400 m, en la que consiguió ser campeón mundial en pista cubierta en 2012.

## Carrera deportiva
En el Campeonato Mundial de Atletismo en Pista Cubierta de 2012 ganó la medalla de oro en los relevos de 4x400 metros, llegando a meta en un tiempo de 3:03.94 segundos, por delante de Reino Unido y Trinidad y Tobago (bronce).